# Férfi 400 méteres gátfutás a 2013. évi nyári európai ifjúsági olimpiai fesztiválon
A 2013. évi nyári európai ifjúsági olimpiai fesztiválon az atlétikai versenyszámok közül a férfi 400 méteres gátfutás július 17.-én és július 18.-án rendezték Utrechtben.

## Selejtező
| H   | F | Név                   | Nemzet           | E     | Mj |
| --- | - | --------------------- | ---------------- | ----- | -- |
| 1.  | 1 | Michal Galikowski     | Lengyelország    | 53.99 | Q  |
| 2.  | 2 | Dominik Hufnagl       | Ausztria         | 54.04 | Q  |
| 3.  | 2 | Ivan Loginov          | Oroszország      | 54.28 | Q  |
| 4.  | 2 | Victor Coroller       | Franciaország    | 54.69 | Q  |
| 5.  | 1 | Paulo Prazeres Neto   | Portugália       | 55.00 | Q  |
| 6.  | 1 | Dimitris Levantinos   | Görögország      | 55.24 | Q  |
| 7.  | 1 | David Sklenar         | Csehország       | 55.72 | q  |
| 8.  | 2 | Anastasios Vasileiou  | Ciprus           | 55.94 | q  |
| 9.  | 2 | Gabriele Montefalcone | Olaszország      | 56.57 |    |
| 10. | 1 | Martin Moldau         | Észtország       | 56.83 |    |
| 11. | 1 | Maksims Sincukovs     | Lettország       | 57.22 |    |
| 12. | 2 | Andrei Barysevich     | Fehéroroszország | 57.47 |    |
| 13. | 1 | Yasin Tekal           | Törökország      | 59.17 |    |
| -   | 2 | Murad Aliyev          | Azerbajdzsán     | -     | DQ |

## Döntő
| H     | Név                  | Nemzet        | E       | Mj |
| ----- | -------------------- | ------------- | ------- | -- |
| Arany | Victor Coroller      | Franciaország | 52.85   |    |
| Ezüst | Dominik Hufnagl      | Ausztria      | 52.95   |    |
| Bronz | Ivan Loginov         | Oroszország   | 53.19   |    |
| 4.    | Dimitris Levantinos  | Görögország   | 53.39   |    |
| 5.    | Michal Galikowski    | Lengyelország | 53.44   |    |
| 6.    | Paulo Prazeres Neto  | Portugália    | 55.01   |    |
| 7.    | David Sklenar        | Csehország    | 55.19   |    |
| 8.    | Anastasios Vasileiou | Ciprus        | 1:02.72 |    |